# 니시요시미촌
니시요시미촌(西吉見村)은 사이타마현 히키군에 있던 촌이다. 현재의 요시미정 서부에 해당한다.

## 역사
- 1889년 4월 1일 - 정촌제 시행에 수반해 요코미군 니시요시미촌이 성립하였다.
- 1896년 3월 29일 - 요코미군이 폐지해, 히키군에 편입되었다.
- 1954년 7월 1일 - 히가시요시미 촌, 미나미요시미 촌, 기타요시미 촌과 합병해 히키군 요시미촌이 되었다.